# Мутье (Мёрт и Мозель)
Мутье́ (фр. Moutiers) — коммуна во французском департаменте Мёрт и Мозель, региона Лотарингия. Относится к  кантону Омекур.	

## География

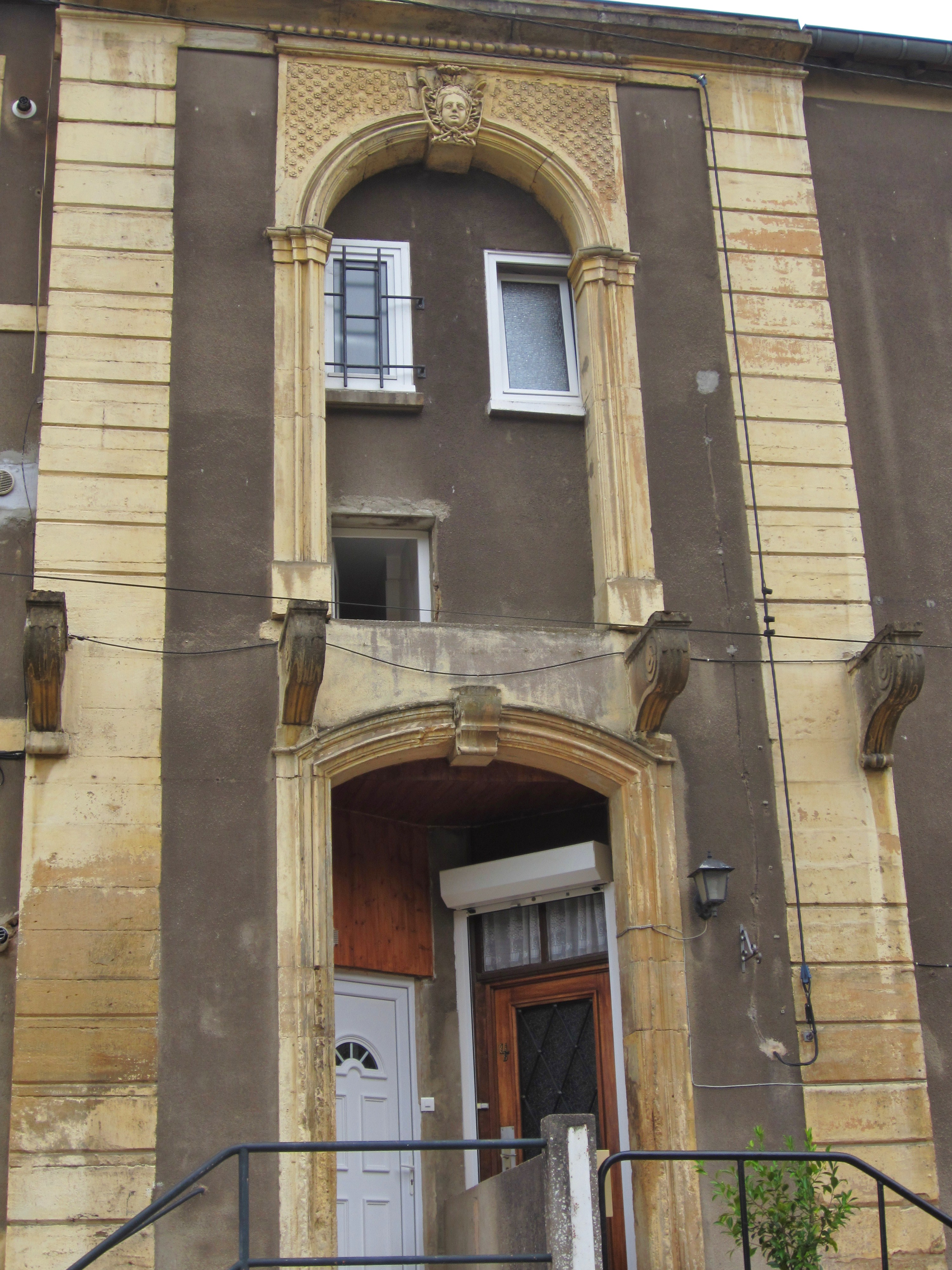
Ворота замка Муатье.

Мутье расположен в 21 км к северо-западу от Меца. Стоит на реке Вуаго, притоке Орны. Соседние коммуны: Жёф на востоке, Омекур на юго-востоке, Обуэ на юге, Валлеруа и Муанвиль на юго-западе, Брие на северо-западе.

## Демография
Население коммуны на 2010 год составляло 1748 человек.
| 1962 | 1968 | 1975 | 1982 | 1990 | 1999 | 2010 |
| ---- | ---- | ---- | ---- | ---- | ---- | ---- |
| 2710 | 2712 | 2335 | 2123 | 2036 | 1929 | 1748 |